# الجيش الأول الميداني (مصر)
الجيش الأول الميداني المصري هو أحد فروع القوات المسلحة المصرية وقت قيام الجمهورية العربية المتحدة وكان مقره سوريا وأطلق عليه هذا الاسم الرئيس جمال عبد الناصر. وشارك هذا الجيش في حرب أكتوبر 1973 بجانب الجيشين الثاني والثالث اللذان كان مقرهما مصر, وانتهت علاقة الجيش الأول بمصر بانتهاء الوحدة بين البلدين.

## التنظيم
الجيش الأول: مقره سوريا وذلك عام 1956
- الحرس الجمهوري فرقة مدرعة (الأولى)
- لواء مشاة ميكانيكية مستقل (24)
- ألوية مدفعية ميدانية (116 و 117)
- فوج قوات خاصة (135)